# Сосна тонкохвойная
Сосна тонкохвойная (лат. Pinus maximinoi) — вид вечнозелёных хвойных деревьев рода Сосна семейства Сосновые (Pinaceae). Естественный ареал простирается от Мексики до Никарагуа.

## Ботаническое описание

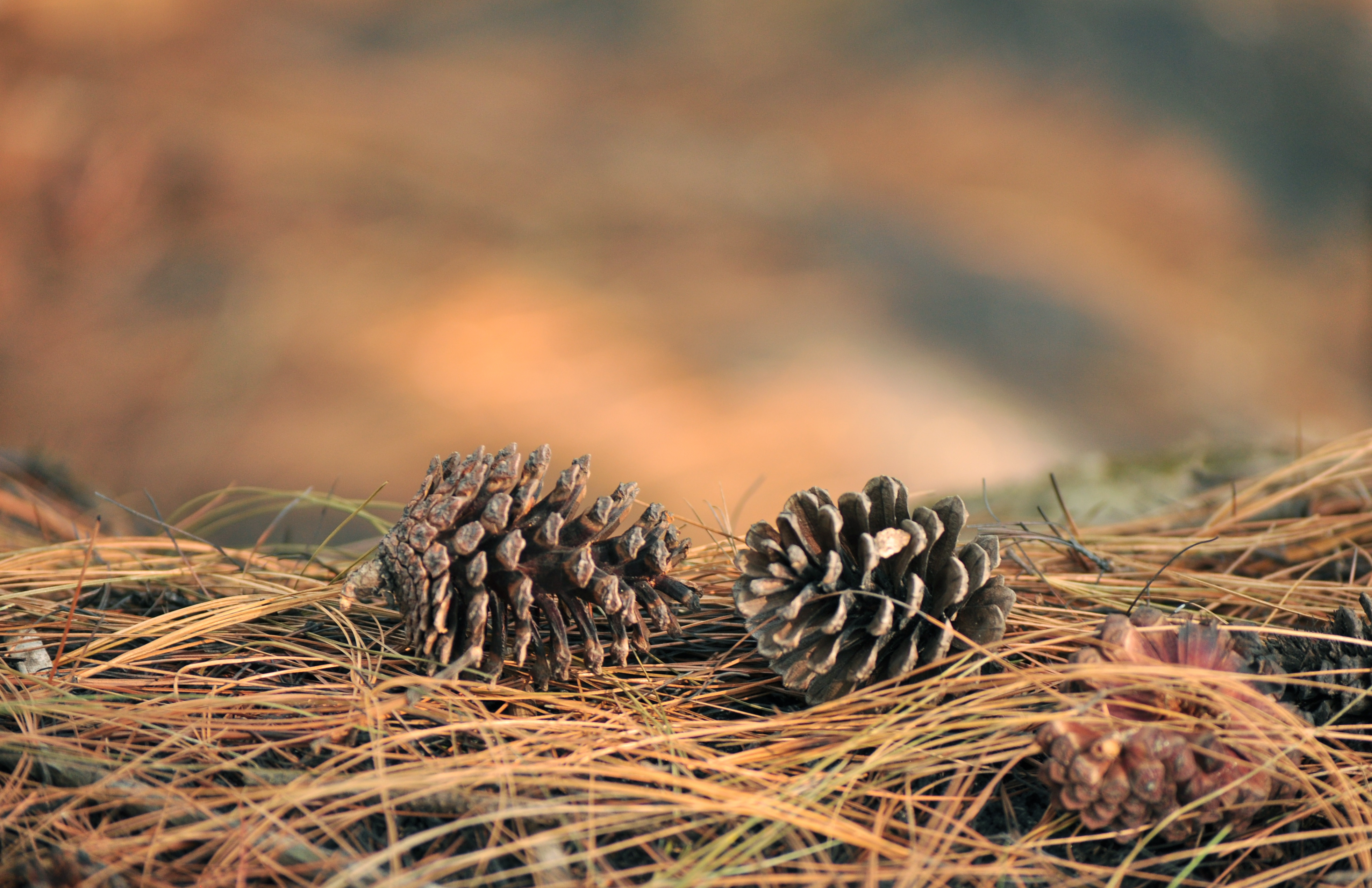
Раскрывшиеся шишки

Вечнозелёное дерево высотой от 20 до 35 метров, с прямым стволом диаметром до 100 см. Старые деревья имеют горизонтальные ветви, которые образуют плотную, круглую крону. Молодые деревья имеют открытую, пирамидальную крону, ветви расположены регулярно в завитушках. Кора старых деревьев серо-коричневая, шероховатая и разделена на крупные пластины горизонтальными и вертикальными трещинами. В верхней части ствола кора гладкая и серо-коричневая. На молодых деревьях кора одинаково гладкая и серо-коричневая. Ветки длинные, тонкие, гибкие, часто несколько поникающие.
Хвоя расположена в пучках по пять штук на коротких побегах; влагалища стойкие, бледно-коричневые, длиной от 12 до 18 мм. Поникающие игольчатые листья очень стройные, длиной от 15 до 28 см. Край мелкопильчатый. Присутствуют три смоляных протока, редко — от двух до четырёх. Гиподерма в некоторых местах достигает глубины хлоренхимы. Имеется два смежных, но независимых сосудистых пучка
Мужские цветки находятся около проксимального конца новых основных побегов. Цилиндрические, 30—40 мм длиной и 5—8 мм шириной, розовато-коричневые и окружены коричневыми, субулатно-ланцетными прицветниками.
Женские цветочные шишки субтерминальные и удлиненные; чешуи шишек толстые и заканчиваются маленьким, рано поникающим шипиком. Они стоят группами по 4—5 штук на чешуйчатом длинном стебле. Зрелые шишки красновато-коричневые, длиннояйцевидные и асимметричные. Их длина составляет от 5 до 8 см. Они стоят втроем или вчетвером на тонких стеблях длиной 10—15 мм. Созревание происходит зимой; шишки раскрываются для созревания и вскоре опадают, оставляя плодоножку на шишке. Конусовидные чешуйки тонкие и гибкие. Апофиз плоский и слегка поперечно килеватый, умбо маленький, иногда слегка приподнят с небольшим шипом, опускающимся раньше.
Семена мелкие, 5—7 мм длиной, тёмно-коричневые или почти чёрные. Семенное крыло длиной от 16 до 20 мм, светло-жёлто-коричневого цвета. Число семядолей обычно составляет семь или восемь (редко шесть).
Древесина довольно мягкая и гладкая, но прочная. Заболонь имеет бледно-жёлто-белый цвет, древесина сердцевины несколько темнее. Используется в качестве пиломатериалов, а в местных условиях также в качестве дров и для строительства домов.

## Распространение и экология
Вид довольно широко распространен в Мексике и Центральной Америке. Также встречается в Гватемале, Сальвадоре, Гондурасе и на севере Никарагуа.
Вид произрастает на высоте от 600 до 2400 м, но лучше всего растет на высоте от 800 до 1500 м. Предпочитает тропический климат с хорошо увлажненными почвами и годовым количеством осадков от 1000 до 2000 м. Произрастает вместе с Pinus pseudostrobus, Pinus douglasiana и другими видами сосен.

## Систематика
Впервые вид был научно описан Гарольдом Эмери Муром в 1966 году в журнале «Baileya». Синонимы: Pinus tenuifolia Benth. 1842 nom. illeg., Pinus escandoniana Roezl, Pinus hoseriana Roezl и Pinus tzompoliana Roezl.